# Nanorana maculosa
Nanorana maculosa är en groddjursart som först beskrevs av Liu, Hu och Yang 1960.  Nanorana maculosa ingår i släktet Nanorana och familjen Dicroglossidae. IUCN kategoriserar arten globalt som starkt hotad. Inga underarter finns listade i Catalogue of Life.